# Университет Родса
Университет Родса, африк. Rhodes-universiteit — публичный университет в г. Грэхэмстаун, ЮАР.
Основан 31 мая 1904 г. под названием Университетский колледж имени Родса (Rhodes University College). Назван так в честь С. Родса, фактического основателя Родезии, из которой потом возникли государства Замбия и Зимбабве. Является старейшим университетом в Восточной Капской провинции. В 1951 г. колледжу присвоен статус университета.
Одним из наиболее известных студентов университета был Макс Тейлер, вирусолог, получивший в 1951 г . Нобелевскую премию по медицине за открытие вакцины против жёлтой лихорадки.